# Rete tranviaria di Brno

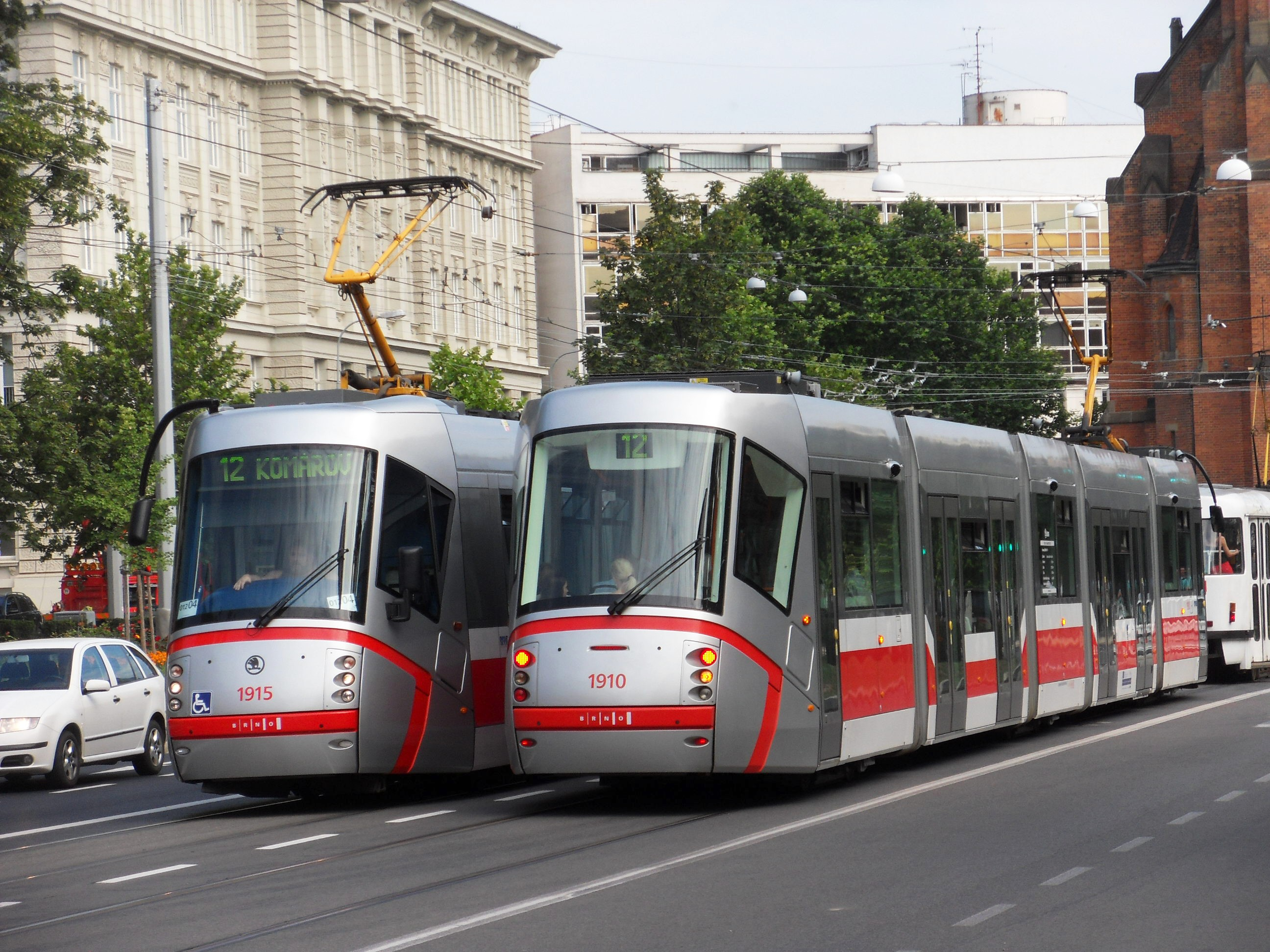
Tram in Brno, una delle reti più antiche in servizio

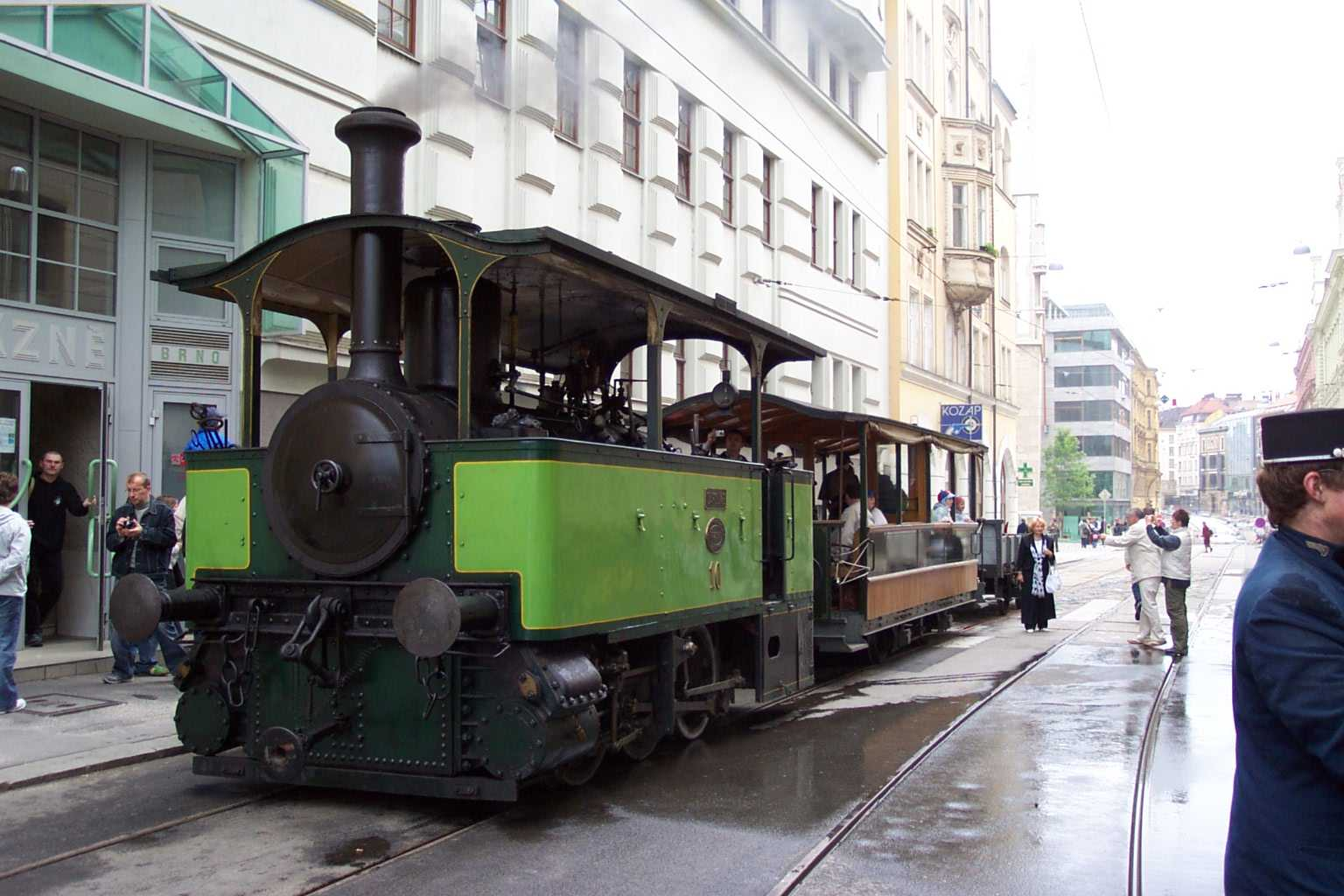
Un tram a vapore della dotazione originaria - festa annuale di tram

La rete tranviaria di Brno è la rete tranviaria che serve la città morava di Brno. È formata da tredici linee urbane e ha una lunghezza complessiva di circa 70,4 km; è la seconda rete più estesa della Repubblica Ceca e la prima in Moravia. È anche la sedicesima più antica del mondo e una delle più antiche in servizio, dal 1869.
È gestita dalla società Dopravní podnik města Brna (Società di trasporto pubblico della città di Brno).

## Storia
Dopo l'istituzione dei servizi di omnibus, la prima linea tranviaria brunese fu la Brno-Královo Pole, inaugurata il 17 agosto 1869 con trazione ippica. La linea aveva capolinea fuori Porta Laetorum, all'inizio Lažanský Platz/Lažanského náměstí, all'esterno del perimetro urbano. Il 28 maggio 1884 venne inaugurata una seconda linea con trazione a vapore.
Nel 1896 la società B.L.E.G. presentò un progetto di elettrificazione della rete tranviaria urbana, realizzando l'anno dopo una linea sperimentale da Cejl a Piazza Maggiore (Velké náměstí), per dimostrare i vantaggi del nuovo sistema. Pertanto dal 1899 la società B.E.S. (Brünner elektrischen Strassenbahnen – Společnost brněnských elektrických pouličních drah) subentrò nella gestione della rete, la cui elettrificazione venne completata nel 1900.

## Rete
La rete si compone di 11 linee urbane:
- 1 Pisárky – Stazione Brno Centrale – Řečkovice
- 2 Stará osada – Stazione Brno Centrale – Cimitero centrale – Modřice
- 3 Stará osada – Corte costituzionale Joštova – Bystrc, Rakovecká
- 4 Masarikova quartiere, Náměstí míru – Piazza di Comenio – Corte costituzionale Joštova – Stazione Brno Centrale – Obřany, Babická
- 5 Štefánikova quartiere – Corte costituzionale Joštova – Piazza di Mendel – Cimitero centrale
- 6 Královo Pole stazione – Corte costituzionale Joštova – Piazza di Mendel – Starý Lískovec
- 8 Líšeň, Mifkova – Stazione Brno Centrale – Starý Lískovec
- 9 Juliánov – Stazione Brno Centrale – Lesná, Diavolo burrone
- 10 Stránská skála Zetor – Stazione Brno Centrale – Nové sady
- 11 Lesná, Diavolo burrone – Corte costituzionale Joštova – Bystrc, Rakovecká
- 12 Komárov – Stazione Brno Centrale – Technologický park